# Euphyia brunneolineata
Euphyia brunneolineata är en fjärilsart som beskrevs av Franz Dannehl 1927. Euphyia brunneolineata ingår i släktet Euphyia och familjen mätare. Inga underarter finns listade i Catalogue of Life.